# Медведь Левко Іванович
Левко́ Іва́нович Медве́дь (5 (18) червня 1905, Чорна Гребля — 22 лютого 1982, Київ) — український гігієніст. Академік Академії медичних наук СРСР (1969). Заслужений діяч науки УРСР (15.06.1965). Депутат Верховної Ради УРСР 2—3-го скликань. Кандидат у члени ЦК КП(б)У в 1949—1952 роках. Міністр охорони здоров'я УРСР (1947—1952).

## Біографія
Народився 5 червня (18 червня) 1905 року в селі Чорна Гребля, (нині Гайсинського району Вінницької області). Його батьки, Іван Васильович і Ксенія Михайлівна, мали невеличку земельну ділянку, виховували шістьох дітей. З малих років Левко працював підпаском у маєтку графа Потоцького.
1915 року закінчив із похвальною грамотою церковнопарафіяльну школу, згодом — двокласну школу. Від 1918 року Левко Медведь працював сезонним робітником, пізніше — підручним слюсаря, слюсарем на цукровому заводі у селищі Красносілка на Вінниччині. На цьому заводі вступив до комсомольської організації.
Від 1921 року Левко поєднував працю на заводі з навчанням у профтехшколі. В цей час його обрали депутатом сільської ради. 1924 року за путівкою комсомолу поїхав на навчання до Вінницького хіміко-фармацевтичного інституту. 1927 року із відзнакою закінчив інститут і отримав диплом про набуття фаху фармацевта-провізора.
У 1927—1930 роках працював головою профспілки медичних працівників міста Вінниці.
1929 року став членом ВКП(б).
У 1930 році працював завідувачем інформаційного сектору Вінницького окружного комітету КП(б)У, завідувачем Вінницького окружного аптекоуправлінням. З 1931 року — керівник Вінницького міського відділу охорони здоров'я. Одночасно читав курс лекцій з організації охорони здоров'я і аптечної справи у фармацевтичному інституті. Був ініціатором створення Вінницького виробничого медичного інституту (1932), працював і першим директором цього інституту.
Навесні 1933 року був призначений завідувачем агітаційно-масового відділу Жмеринського міськрайонного комітету КП(б)У Вінницької області, а у 1934 році — завідувачем відділу охорони здоров'я Дніпровського пароплавства. Виконуючи нові службові обов'язки, Медведь звернувся до Народного комісаріату охорони здоров'я УРСР із проханням дозволити йому продовжити навчання у Київському медичному інституті. З урахуванням вищої фармацевтичної освіти він був прийнятий відразу на другий курс санітарно-гігієнічного факультету. 1935 року отримав нове призначення, відтепер у столиці УРСР, і став керівником Київського обласного відділу охорони здоров'я.
15 березня 1936 року Медведя призначають першим заступником наркома охорони здоров'я УРСР. Одночасно він продовжував навчання в медичному інституті, який закінчив у 1939 році. Того ж року вступив до аспірантури Київського інституту гігієни праці і професійних захворювань. Тема його наукових досліджень — сільськогосподарська токсикологія.
У травні 1941 року був призначений директором Першого Київського медичного інституту. З початком німецько-радянської війни за рішенням Раднаркому УРСР два київські медичні інститути були об'єднані і під керівництвом Медведя переведені до Харкова, потім до Челябінська. Навесні 1944 року у Челябінську він захистив кандидатську дисертацію з питань гігієни і токсикології ртутьорганічних сполук і очолив кафедру гігієни праці.
У 1943 році медичний інститут знов був переведений до Києва. Медведь здійснював практичне керівництво відновленням лікарських установ столиці поряд із відповідальними завданнями стосовно санітарної протиепідемічної служби та ін. Одночасно з квітня 1945 року продовжував працювати 1-м заступником народного комісара (міністра) охорони здоров'я УРСР.
У березні 1947—1952 роках був міністром охорони здоров'я УРСР. Одночасно у 1944—1951 роках завідував кафедрою гігієни праці Київського медичного інституту.
У 1952—1964 роках працював директором Київського науково-дослідного інституту гігієни праці та профзахворювань. Від 1964 року — директор Всесоюзного науково-дослідного інституту гігієни і токсикології пестицидів, полімерних і пластичних мас (Київ).
Автор понад 260 наукових праць, в тому числі 7 монографій та посібників, що охоплюють питання гігієни села та сільськогосподарської праці, організації охорони здоров'я, історії медицини як науки, токсикології пестицидів. Л. І. Медведь — почесний президент Міжнародної асоціації сільської медицини, член Міжнародної академії з охорони довкілля.

Могила Левка Медведя

Помер 22 лютого 1982 року. Похований в Києві на Байковому кладовищі.

Меморіальна дошка на будинку по вулиці Станіславського, 2, в якому мешкав Левко Медведь у 1948—1982 роках

З нагоди 100-річчя від дня народження вченого-академіка Левка Івановича Медведя було встановлено меморіальну дошку на приміщенні школи у селі М'якохід (Чорна Гребля).

### Родина
Дружина — науковиця Софія Серебряна. Донька — науковиця, співробітниця Інституту екогігієни та токсикології ім. Л. І. Медведя Ірина Медведь (1937—2015). Онук — доктор медичних наук, професор Володимир Медведь (нар. 1953). Онука — художниця Ксана Медведь (нар. 1956). Зять — доктор медичних наук, професор Ісаак Трахтенберг (1923—2023).

## Праці
- Л. И. Медведь. Гигиена труда по применению инсектофунгицидов в сельском хозяйстве (1958).
- Л. И. Медведь — ред. Справочник по пестицидам (гигиена применения в токсикологии) (1961).
- Л. И. Медведь — ред. Гигиена труда в сельскохозяйственном производстве (1981).

## Нагороди
Нагороджений орденом Леніна, орденами Трудового Червоного Прапора (1971, 1987), орденами «Знак Пошани» (1961, 1966).

## Пам'ять
У місті Бершадь є вулиця Левка Медведя.